# Boletín Oficial de la República de Turquía
El Boletín Oficial de la República de Turquía (en turco :Resmî Gazete ) es el único diario oficial de Turquía que publica la nueva legislación y otros anuncios oficiales. En resumen, se le conoce como Resmî Gazete. Se publica desde el 7 de febrero de 1921, aproximadamente dos años antes de la proclamación de la república. Los primeros quince números del periódico se publicaron una vez a la semana, los tres números siguientes una vez cada dos semanas y los tres números siguientes una vez a la semana. Desde el 18 de julio de 1921 hasta el 10 de septiembre de 1923, el periódico no se publicó debido a la Guerra de Independencia de Turquía. Desde el número 763, que se publicó el 17 de diciembre de 1927, se ha publicado oficialmente con el nombre de Türkiye Cumhuriyeti Resmî Gazete. A partir del 1 de diciembre de 1928, comenzó a imprimirse con el nuevo alfabeto turco basado en letras latinas. Su contenido incluye legislación (leyes, decisiones del Consejo de Ministros, reglamentos, comunicados, etc.), cierta jurisprudencia y avisos oficiales, especialmente nombramientos de la administración pública y avisos de licitación. Resmî Gazete también está disponible en la web. Los números que se remontan al 27 de junio de 2000 estuvieron disponibles en línea hasta 2011. En la actualidad, todos los números están disponibles y los nuevos números solo se han publicado en línea desde 2018. 